# St. Lawrence Market

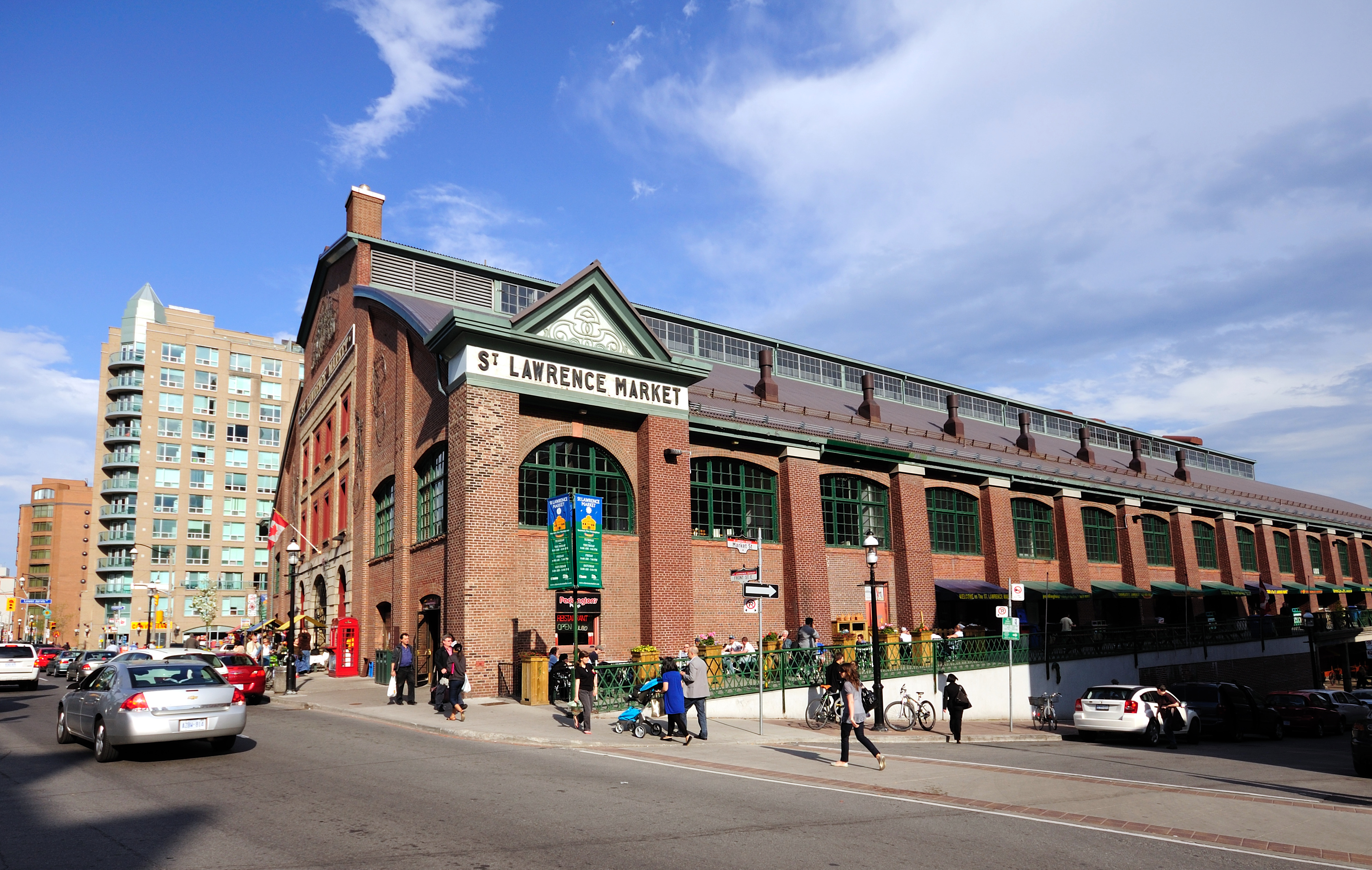
St. Lawrence Market

St. Lawrence Market – jedna z dzielnic kanadyjskiego miasta Toronto, stanowiąca jego centrum. Jest to również nazwa targu, znajdującego się w dzielnicy. Potocznie dzielnicę nazywa się Theatre District (Dzielnica Teatralna) lub od jej najstarszej części - Old Town of York.
W 1810 roku założone na terenie dzisiejszej dzielnicy miasto York liczyło on sobie 600 mieszkańców, stał w nim jeden ceglany dom i 107 drewnianych. Na Front St.E. i prostopadłych uliczkach można zauważyć miejscami wystające z budynków belki, które niegdyś służyły do wciągania towarów. Miejsce to bowiem znajdowało się dawno temu w porcie (stąd nazwa ulicy), zanim odebrano jezioru kilkaset metrów, zasypując go ziemią.
Obok budynku targu, drugim najbardziej charakterystycznym obiektem dzielnicy jest Flat Iron (tzw. żelazko) - zbudowany według projektu Davida Robertsa Jr. w 1892 r. budynek na planie trójkątnym, o wysokości 5 pieter. Jest mniejszy od bardziej znanego, podobnego budynku w Nowym Jorku, jednak był jego wzorem, jako że powstał 10 lat wcześniej. Budynek powstał jako biura dla firmy destylerskiej Gooderham & Worts, której budynki przemysłowe obecnie służą jako centrum kulturalno-handlowe pod nazwą The Distillery District.

## Targ
Pierwszy targ znajdował się jedną przecznicę na północ (przy King St.), tam także odbywały się posiedzenia rady miejskiej. Budynek ten został zniszczony przez pożar w 1849. Obecny budynek targu pochodzi z 1905, a jego fasada zachowała widoczny ślad wchłoniętego budynku magistratu z 1845. Dziś w pomieszczeniach na piętrze, gdzie niegdyś odbywały się zebrania radnych, mieści się muzeum miasta. 
Targ otwarto w 1793. Zgodnie z decyzją samorządu, był jedynym miejscem, gdzie można było zrobić zakupy w dni handlowe od 6 do 16 - pozostałe sklepy mogły być otwarte dopiero po 16. Obecnie w hali targu znajduje się 120 stoisk oferujących przede wszystkim produkty spożywcze. Po drugiej stronie Front St.W. w soboty Farmer’s Market udostępnia miejsce dla bezpośrednich producentów żywności, czyli rolników. Oprócz handlujących targ jest miejscem, na które ściągają zabawiający przechodniów kuglarze i zespoły muzyczne.
Charakterystycznymi dla targowiska produktami są Peameal Bacon on the Bun - specjalnie przyrządzana szynka otoczona w kukurydzy lub w grochu) oraz North American Indian Candy (łosoś z pieprzem i klonowym sokiem). W okresie przedświątecznym ponadto targowisko charakteryzuje się oddzielnym targiem świątecznym Kringle Market wraz z imprezami towarzyszącymi, którym okolica zawdzięcza swą sezonową nazwę Nutcracker Neighbourhood (Dzielnica Dziadka do Orzechów). Okolice St. Lawrence Market są też miejscem, w którym honoruje się w sklepach lokalną walutę - dolara torontońskiego.
Drugim znanym targiem w Toronto jest Kensington Market obok Chinatown.

## Teatry
W okolicy istnieje parę znanych teatrów, m.in. St. Lawrence Centre for the Arts, Canadian Opera Company, Canadian Stage Company Theatre, oraz popularny Young People’s Theatre przemianowany ostatnio na LKTYP - Lorraine Kimsa Theatre for Young People. Ten ostatni mieści się w historycznym budynku byłej stajni koni ciągnących tramwaje. 
Przy Front St. E. stoi także teatr Hummingbird Centre, zbudowany w 1960 (uprzednio znany jako O'Keefe Centre). Scena ma widownię na 3.100 osób i służy do wystawiania przedstawień oraz jako scena opery i baletu. Planuje się przeniesienie teatru i stworzenie centrum poświęconego wielonarodowościowemu charakterowi Toronto pod nazwą City Centre - World of Toronto. Będzie można tu między innymi zobaczyć wiele etnicznych festiwali, a także obejrzeć film obrazujący znaczenie imigrantów dla rozwoju miasta. Przebudową zajmie się sławny Daniel Libeskind. Będzie to już jego 2 projekt w Toronto - obecnie przebudowuje Royal Ontario Museum.